# 알란 프랑코
알란 스테벤 프랑코 팔마(스페인어: Alan Steven Franco Palma, 1998년 8월 21일 ~ )는 에콰도르의 축구 선수로 현재 캄페오나투 브라질레이루 세리이 A의 클럽인 아틀레치쿠 미네이루에서 활약하고 있다. 포지션은 미드필더이다.